# Tintín en el templo del sol
Tintín en el templo del sol (título original: «Tintin et le Temple du Soleil») es un largometraje de dibujos animados de 1969, basado en los álbumes Las siete bolas de cristal y El templo del sol del dibujante belga Hergé. La película fue realizada por Belvision.

## Argumento
Tintín y Milú, el capitán Haddock, y Hernández y Fernández viajan a Perú en busca del profesor Tornasol que ha sido raptado por haber cometido el sacrilegio de ponerse la pulsera de la momia del inca Rascar Capac.